# Coptopsylla africana
Coptopsylla africana är en loppart som beskrevs av Wagner 1932. Coptopsylla africana ingår i släktet Coptopsylla och familjen Coptopsyllidae. Inga underarter finns listade i Catalogue of Life.